# Troy Ruttman
Troy Ruttman, ameriški dirkač Formule 1, * 11. marec 1930, Mooreland, Oklahoma, ZDA, † 19. maj 1997, Lake Havasu City, Arizona, ZDA.
Troy Ruttman je pokojni ameriški dirkač. Med letoma 1949 in 1964 je sodeloval na prestižni dirki Indianapolis 500, ki je med sezonama 1950 in 1960 štela tudi za točke prvenstva Formule 1, in zmagal leta 1952. Še vedno je najmlajši zmagovalec dirke Indianapolis 500, do sezone 2003 je bil tudi najmlajši zmagovalec v Formuli 1, ko je rekord izboljšal Fernando Alonso. Leta 1997 je umrl za rakom.

## Popolni rezultati Formule 1
(legenda) (odebeljene dirke pomenijo najboljši štartni položaj, poševne pa najhitrejši krog, †-uvrščen kljub odstopu)
| Leto | Moštvo                     | Šasija            | Motor                  | 1   | 2       | 3       | 4   | 5   | 6      | 7   | 8       | 9   | 10  | 11  | Prv  | Toč |
| ---- | -------------------------- | ----------------- | ---------------------- | --- | ------- | ------- | --- | --- | ------ | --- | ------- | --- | --- | --- | ---- | --- |
| 1950 | Bowes Racing Inc.          | Lesovsky          | Offenhauser Straight-4 | VB  | MON     | 500 15  | ŠVI | BEL | FRA    | ITA |         |     |     |     | -    | 0   |
| 1951 | Christopher J.C. Agajanian | Kurtis Kraft 2000 | Offenhauser Straight-4 | ŠVI | 500 Ret | BEL     | FRA | VB  | NEM    | ITA | ŠPA     |     |     |     | -    | 0   |
| 1952 | Christopher J.C. Agajanian | Kuzma             | Offenhauser Straight-4 | ŠVI | 500 1   | BEL     | FRA | VB  | NEM    | NIZ | ITA     |     |     |     | 7.   | 8   |
| 1954 | Eugene A Casaroll          | Kurtis Kraft 500A | Offenhauser Straight-4 | ARG | 500 4   | BEL     | FRA | VB  | NEM    | ŠVI | ITA     | ŠPA |     |     | 23.= | 1.5 |
| 1956 | John Zink                  | Kurtis Kraft 500C | Offenhauser Straight-4 | ARG | MON     | 500 Ret | BEL | FRA | VB     | NEM | ITA     |     |     |     | -    | 0   |
| 1957 | John Zink                  | Watson            | Offenhauser Straight-4 | ARG | MON     | 500 Ret | FRA | VB  | NEM    | PES | ITA     |     |     |     | -    | 0   |
| 1958 | Scuderia Centro Sud        | Maserati 250F     | Maserati Straight-6    | ARG | MON     | NIZ     | 500 | BEL | FRA 10 | VB  | NEM DNS | POR | ITA | MAR | -    | 0   |
| 1960 | John Zink                  | Watson            | Offenhauser Straight-4 | ARG | MON     | 500 Ret | NIZ | BEL | FRA    | VB  | POR     | ITA | ZDA |     | -    | 0   |